# Holsbeek
Holsbeek – miejscowość i gmina (gemeente) w Belgii, w Regionie Flamandzkim, w prowincji Brabancja Flamandzka, w okręgu Leuven. 1 stycznia 2024 roku liczyła 10 207 mieszkańców.

## Podział administracyjny
W skład gminy wchodzą trzy dzielnice (deelgemeente):
- Kortrijk-Dutsel (Courtrai-Dutsel)
- Nieuwrode
- Sint-Pieters-Rode (Rhode-Saint-Pierre)

## Demografia
- Źródła: NIS, od 1806 do 1981= według spisu; od 1990 liczba ludności w dniu 1 stycznia

1 stycznia 2024 całkowita populacja Holsbeek liczyła 10 207 osób. Łączna powierzchnia gminy wynosi 38,78  km², co daje gęstość zaludnienia 263 mieszkańców na km².